# David Frain
David Frain (sinh ngày 11 tháng 10 năm 1962) là một cựu cầu thủ bóng đá người Anh thi đấu ở vị trí tiền vệ, có hơn 250 lần ra sân.

## Sự nghiệp
Sinh ra ở Sheffield, Frain thi đấu cho Norton Woodseats, Sheffield United, Rochdale, Stockport County, Mansfield Town và Stalybridge Celtic.